# Hamarkameratene

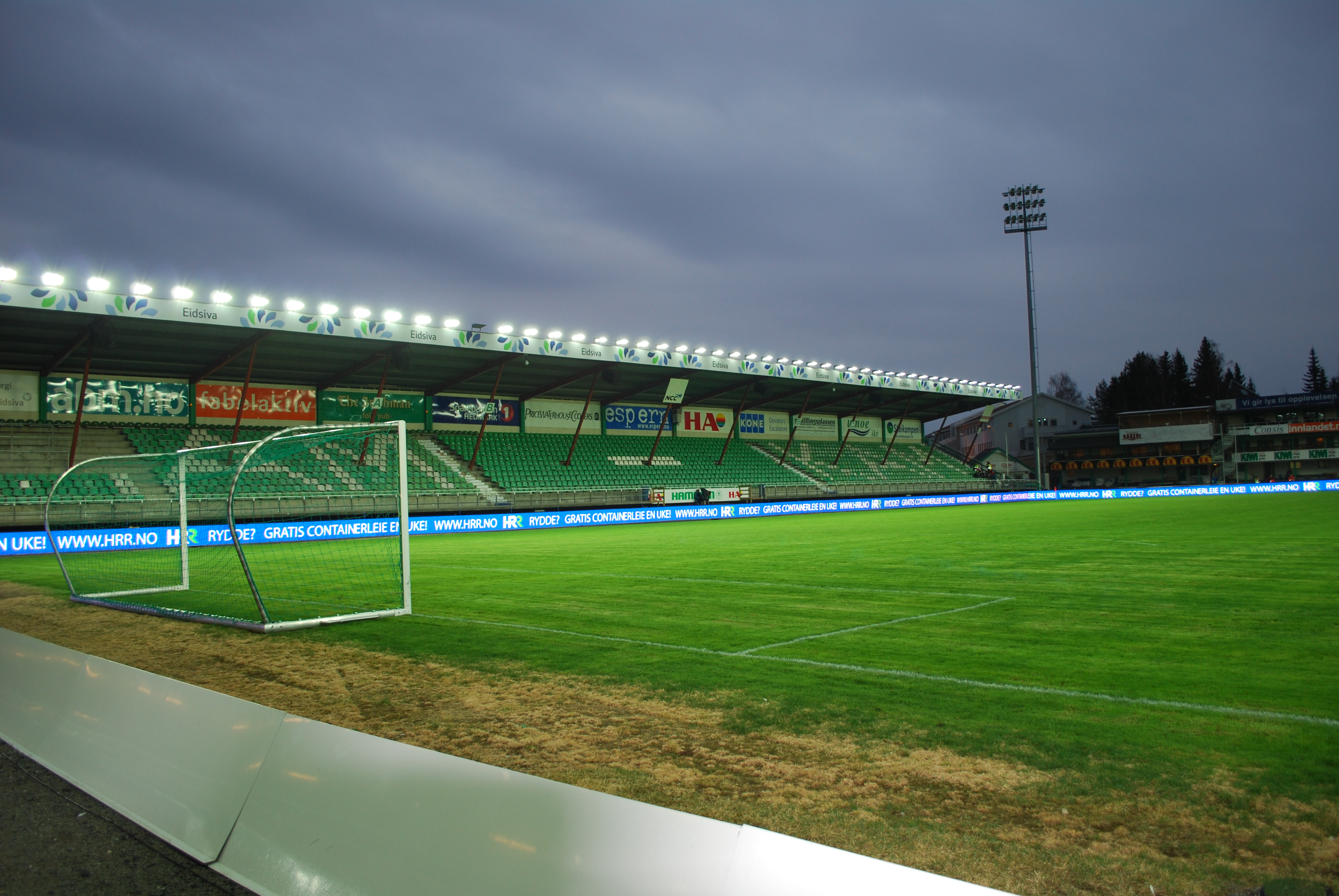
Stadion

Hamarkameratene (v překladu kamarádi z Hamaru; uváděný i jako HamKam nebo Ham-Kam) je norský fotbalový klub z města Hamar založený v roce 1918, letopočet založení je i v klubovém emblému. Klubové barvy jsou zelená a bílá.
Svá domácí utkání hraje na stadionu Briskeby Arena s kapacitou cca 7 600 diváků.
V sezóně 2014 se umístil na 16. příčce norské druhé ligy a sestoupil do třetí.

## Úspěchy
- 1× druhé místo v 1. norské fotbalové lize (1970)

## Známí hráči
Viz též Kategorie:Fotbalisté Hamarkameratene.
- Tore Antonsen
- Petter Belsvik
- Jan Åge Fjørtoft
- Tor Arne Granerud
- Thorstein Helstad
- Tom Henning Hovi
- Pål Jacobsen
- Tom Jacobsen
- Stein Karlsen
- Terje Kojedal[2]
- Stein Kollshaugen
- Jan Michaelsen
- Petter Vaagan Moen
- Einar Rossbach
- Vegard Skogheim
- Ståle Solbakken[3]
- Peter Sørensen
- Finn Thorsen